# Fibrozyt
Fibrozyten sind fixe (unbewegliche) Zellen des Bindegewebes mit einem langovalen Kern sowie langen Fortsätzen. Diese verbinden die Zellen untereinander und bilden ein dreidimensionales Gefüge, welches das ansonsten lockere Bindegewebe stabilisiert. Die Fibrozyten selbst ruhen jedoch: Die Bildung der Interzellularsubstanz verrichten die Fibroblasten als ihre bewegliche Vorstufe. Bei Bedarf, also zur Narbenbildung, können sich die Fibrozyten jedoch teilen und so neue Fibroblasten bilden.